# Kaspar

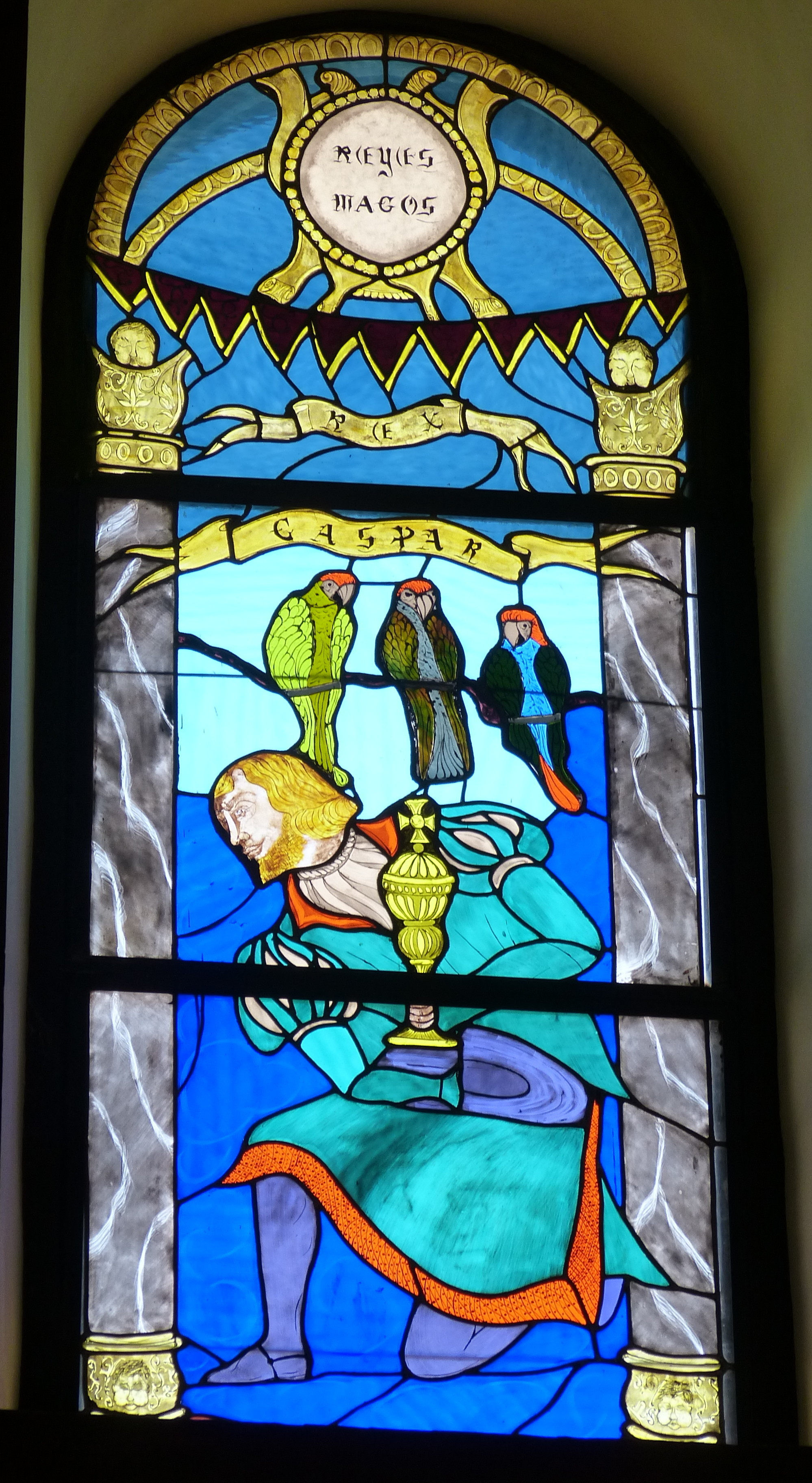
Caspar als einer der Heiligen Drei Könige, Agaete (Gran Canaria)

Kaspar ist ein männlicher Vorname, der auch als Familienname vorkommt.

## Herkunft und Bedeutung
Der Name Kaspar geht vermutlich auf die hebräische und aramäische Vokabel גִּזְבַּר gisbar „Schatzmeister“ zurück, die ihrerseits ein Lehnwort ist, das auf das medische ganza-bara „Schatzmeister“ zurückgeht.
Traditionell gilt Kaspar als Name eines der heiligen Drei Könige.

## Verbreitung
Der Name Kaspar ist in erster Linie in der Schweiz und Estland verbreitet.
In Deutschland war der Name Kaspar bzw. Caspar in den 1990er und frühen 2000er Jahren mäßig beliebt. Seit 2008 wird der Name eher selten vergeben, jedoch lässt sich ein leichter Aufwärtstrend verzeichnen. Im Jahr 2021 belegte der Name Rang 267 der Vornamenscharts. Etwa 80 % der Namensträger tragen den Namen in der Schreibweise Caspar.

## Varianten
- Dänisch: Casper, Jesper, Kasper
- Deutsch: Caspar
  - Niederdeutsch: Jasper, Jaspar
- Englisch: Jasper
- Finnisch: Kasper, Kasperi
- Französisch: Gaspard
- Italienisch: Gaspare, Gasparo
- Lateinisch: Gasparus
- Lettisch: Kaspars
- Litauisch: Kasparas
- Niederländisch: Casper, Jasper, Kasper
  - Diminutiv: Cas
- Norwegisch: Casper, Jesper, Kasper
- Polnisch: Kacper
- Portugiesisch: Gaspar
- Schwedisch: Casper, Jesper, Kasper
- Slowenisch: Gašper
- Spanisch: Gaspar
- Tschechisch: Kašpar
- Ungarisch: Gáspár
  - Diminutiv: Gazsi

Seltene weibliche Varianten des Namens sind Kaspara bzw. Caspara und Kasparina.

## Namenstage
Der Namenstag von Kaspar wird nach Kaspar Stangassinger am 26. September gefeiert.

## Namensträger

### Vorname

#### FormCaspar
- Caspar Baader (* 1953), Schweizer Politiker
- Caspar Bauhin (1560–1624), Arzt und Botaniker in Basel
- Caspar Diethelm (1926–1997), Schweizer Komponist
- Caspar Einem (1948–2021), österreichischer Politiker
- Caspar Ett (1788–1847), deutscher Organist und Komponist
- Caspar David Friedrich (1774–1840), deutscher Maler
- Caspar de Gelmini (* 1980), deutscher Musiker
- Caspar Hoffmann (* 2007), deutscher Schauspieler
- Caspar Alexander Honthumb (1839–1890), deutsch-US-amerikanischer Schriftsteller
- Caspar Heinrich Horn (1657–1718), deutscher Jurist, Rechtswissenschaftler, Hochschullehrer
- Caspar Hoyer (1540–1594), Staller von Eiderstedt
- Caspar Jander (* 2003), deutscher Fußballspieler
- Caspar Klotz (1774–1847), deutscher Zeichner, Maler, Hofmaler in München
- Caspar Daniel Krohn (1736–1801), Organist und Komponist
- Caspar Kuhlmann (1926–1990), deutscher Pädagoge und Bildungsplaner
- Caspar von Lingen (1755–1837), deutscher Jurist und Bremer Senator
- Caspar Löner (1493–1546), deutscher Kirchenliedkomponist, evangelischer Theologe und Reformator
- Caspar Memering (* 1953), deutscher Fußballspieler
- Caspar Neumann (1648–1715), evangelischer Pfarrer, Kircheninspektor und Kirchenlieddichter
- Caspar Olevian (1536–1587), deutscher Reformator
- Caspar Peucer (1525–1602), deutscher Humanist
- Caspar Pfreund (≈1517–1574), Apotheker und Bürgermeister von Wittenberg
- Caspar Schmalkalden (1616–1673), Soldat in niederländischen Diensten und Reiseschriftsteller
- Caspar Schoppe (1576–1649), deutscher Philologe, Philosoph und Publizist
- Caspar von Stein zu Nord- und Ostheim (1590–1632), Ritterhauptmann, Gesandter der Fränkischen Reichsritterschaft
- Caspar Ulenberg (1548–1617), deutscher katholischer Theologe, Bibelübersetzer, Dichter und Komponist
- Caspar Voght (1752–1839),  deutscher Kaufmann, Hanseat und Sozialreformer
- Caspar Weinberger (1917–2006), US-amerikanischer Verteidigungsminister
- Caspar Wolf (1735–1783), Schweizer Maler
- Caspar Friedrich Wolff (1734–1794), deutscher Anatom, Physiologe und Botaniker

#### FormKaspar
- Kaspar Brack († 1618), deutscher Zisterzienserabt
- Kaspar Brüninghaus (1907–1971), deutscher Schauspieler und Hörspielsprecher
- Kaspar Eichel (* 1942), deutscher Schauspieler
- Kaspar Fischer (1938–2000), Schweizer Schauspieler, Autor und Zeichner
- Kaspar Förster der Jüngere (1616–1673), deutscher Sänger, Kapellmeister und Komponist
- Kaspar von Fürstenberg (1545–1618), kurkölnischer Drost, Kurmainzer Amtmann. Rat der Fürstbischöfe von Paderborn, der Kölner und Mainzer Kurfürsten
- Kaspar Gotthard († 1526), deutscher Prämonstratenserabt
- Kaspar Gropper (1519–1594), deutscher römisch-katholischer Theologe, Jurist und Kirchenpolitiker
- Kaspar Hauser (1812?–1833), Findelkind
- Kaspar Kamp (1863–1922), deutscher Lehrer und Politiker
- Kaspar Joseph von Clotz (1762–1818), deutscher Bürgermeister der Reichsstadt Aachen
- Kaspar Kratzer (1545–1585), deutscher Jesuit, später lutherischer Theologe
- Kaspar von Logau (1524–1574), Bischof von Wiener Neustadt; Bischof von Breslau
- Kaspar Michel (* 1970), Schweizer Staatsarchivar, Politiker und Regierungsrat
- Kaspar Mohr (1575–1625), deutscher Chorherr und Klosterprior, Erfinder eines Flugapparats
- Kaspar Schwenckfeld (1489–1561), deutscher Reformator, spiritualistischer Theologe und religiöser Schriftsteller
- Kaspar von Silenen († 1562), von 1506 bis 1517 der 1. Kommandant der päpstlichen Schweizergarde (Praefectus Helveticae Custodiae et Corporis Domini Nostri Papae)
- Kaspar Simonischek (* 1997), österreichischer Schauspieler
- Kaspar Stangassinger C.Ss.R (1871–1899), Seliger, bayerischer Redemptoristenpater und Pädagoge
- Kaspar Stemper (* um 1555/57; † 1608/09), deutscher Jurist, Anwalt am Reichskammergericht, Syndikus der Stadt Regensburg
- Kaspar Maria von Sternberg (1761–1838), böhmischer Theologe, Politiker und Botaniker
- Kaspar Sturm (1475–1552), kaiserlicher Reichsherold zur Zeit Martin Luthers
- Kaspar Villiger (* 1941), Schweizer Unternehmer und Politiker
- Johann Kaspar Zeuß (1806–1856), deutscher Philologe

### Familienname

#### FormCaspar
- Annette Caspar (1916–2008), deutsch-britische Malerin, Grafikerin, Wandgestalterin und Keramikerin
- Bernhard Caspar (Bankier) (1844–1918), deutscher Bankier und Manager
- Bernhard Caspar (Schauspieler), deutscher Schauspieler
- Cathrin Caspar (* 1967), deutsche Fernsehjournalistin, Regisseurin und Autorin
- Christoph Caspar (1614–1666), Handelsmann, Feldherr, Bürgermeister von Tübingen, Landschaftsabgeordneter, Mitglied des Engeren Ausschuss der Landschaft und Landschaftseinnehmer
- Donald Caspar (1927–2021), US-amerikanischer Biophysiker und Kristallograph
- Elisabeth Caspar-Hutter (* 1949), Schweizer Politikerin (SP)
- Eric P. Caspar (* 1941), Schweizer Schauspieler und Theater-Regisseur
- Erich Caspar (Historiker) (1879–1935), deutscher Historiker und Diplomatiker
- Erich Caspar (Politiker) (1879–1956), deutscher Politiker (SPD)
- Franz Caspar (Bildhauer) (1669–1728), kaiserlicher Hofbildhauer aus Würzburg
- Franz Caspar (Ethnologe) (1916–1977), Schweizer Ethnologe und Schriftsteller
- Franz Caspar (Psychologe) (* 1953), Schweizer Psychologe
- Franz Erich Caspar (1849–1927), deutscher Rechtswissenschaftler und Ministerialbeamter
- Franz Xaver von Caspar (1772/1773–1854), deutscher Schriftsteller
- Günter Caspar (1924–1999), Cheflektor des Aufbau Verlages
- Helmut Caspar (1921–1980), Abgeordneter des Hessischen Landtags
- Horst Caspar (1913–1952), deutscher Bühnen- und Filmschauspieler
- Johann Caspar (1791–1863), deutscher Unternehmer
- Johann Nepomuk von Caspar (1774–1858), Bürgermeister von Augsburg 1818 bis 1821
- Johannes Caspar (* 1962), deutscher Datenschutzbeauftragter
- Joseph Caspar (1799–1880), Schweizer Maler und Kupferstecher
- Juliane Caspar (* 1970), deutsche Gastronomiejournalistin
- Julius Caspar (1823–1863), deutscher Theaterschauspieler
- Julius Heimann Caspar (1801–1863), deutscher Mediziner
- Karl Caspar (1879–1956), deutscher Maler
- Karl Caspar (Pilot) (1883–1954), deutscher Pilot, Flugzeugbauunternehmer und Jurist
- Louis Caspar (1841–1917), französischer römisch-katholischer Ordensgeistlicher, Apostolischer Vikar von Nord-Cochin
- Maria Caspar-Filser (1878–1968), deutsche Malerin
- Max Caspar (1880–1956), deutscher Astronomiehistoriker
- Michaela Caspar (* 1960), deutsche Schauspielerin
- Roman Caspar (* 1986), Schweizer Handballspieler
- Sebastian Caspar (* 1977), deutscher Autor und Musiker
- Stephanie Caspar (* 1973), deutsche Managerin
- Theodor Caspar (1834–1906), preußischer Generalmajor
- Ulrich Caspar (* 1956), deutscher Landespolitiker (Hessen) (CDU)

#### FormKaspar
- Adolf Kašpar (1877–1934), tschechischer Maler und Illustrator
- Axel Kaspar (* 1939), deutscher Journalist und Dokumentarfilmer
- Erwin Kaspar (20. Jh.), österreichischer Tischtennisspieler
- Felix Kaspar (1915–2003), österreichischer Eiskunstläufer
- Franz Kaspar (* 1938), deutscher römisch-katholischer Theologe
- Fred Kaspar (* 1954), deutscher Historiker
- Herbert Kaspar (* 1948), österreichischer Publizist, Herausgeber und Journalist
- Herbert Schmidt-Kaspar (1929–2008), deutscher Lehrer und Schriftsteller
- Hermann Kaspar (1904–1986), deutscher Gestalter, Maler, Hochschullehrer und ein Freund von Albert Speer
- Jakob Kaspar (1874–1955), deutscher Generalleutnant
- Jan Kašpar (Musiker) (1881–1922), tschechischer Organist und Komponist
- Jan Kašpar (1883–1927), tschechischer Flugzeugkonstrukteur
- Johannes Kaspar (Maler) (1822–1885), deutscher Maler
- Johannes Kaspar (Rechtswissenschaftler) (* 1976), Strafrechtswissenschaftler, Kriminologe und Hochschullehrer
- Josef Kaspar (1902–1978), österreichischer Politiker (ÖVP), Mitglied des Bundesrates
- Julius Kaspar (Maler) (1888–1922), deutscher Maler
- Julius Kaspar (Politiker) (1888–1945), österreichischer Rechtsanwalt und Politiker
- Karel Kašpar (1870–1941), Erzbischof von Prag
- Lukáš Kašpar (* 1985), tschechischer Eishockeyspieler
- Mizzi Kaspar (1864–1907), österreichische Geliebte von Kronprinz Rudolf
- Paul Kaspar (1891–1953), österreichischer Maler
- Paul Kaspar (Pianist) (* 1960), deutsch-tschechischer Pianist
- Peter Paul Kaspar (1942–2024), österreichischer Schriftsteller, Musiker und Priester
- Thomas Kaspar, deutscher Journalist
- Tobias Kaspar (* 1984), Schweizer Künstler
- Ulrich Kaspar (1959–2017), deutscher Lyriker und Musiker
- Utz Kaspar (* 1959), deutscher Maler und Fotograf
- Wilhelm Kaspar (1853–1919), evangelisch-lutherischer Geistlicher, lettischer Bekenner

## Weitere Namensverwendung
- Bankhaus Caspar in Hannover, ein 1911 bis 1912 errichtetes Bankgebäude
- Gymnasium St. Kaspar, eine Schule in Neuenheerse
- Kaspar (Sprechstück), ein frühes Werk von Peter Handke
- Der Brandner Kaspar, bayerische literarische Figur
- Kaspar (Ochsenhausen), ein Ortsteil der Stadt Ochsenhausen, Landkreis Biberach, Baden-Württemberg
- Caspar (Kalifornien), Ort in Kalifornien, Vereinigte Staaten
- Caspar-Werke